# 王宏坤
王宏坤（1909年1月22日—1993年8月20日），原名王宏春，湖北省麻城县（今麻城市）人，王树声之堂弟，中国人民解放军开国上将。
早年，王宏坤参加过的军事行动包括：黄麻起义、历次鄂豫皖苏区反围剿战役以及长征，并担任了红四方面军第4军军长。抗日战争期间，出任八路军129师军政委员会委员、第385旅旅长、冀南军区副司令员。第二次国共内战期间，担任晋冀鲁豫军区副司令员兼第六纵队司令员，在他的指挥下进行了上党战役、邯郸战役、襄樊战役等战役。中华人民共和国成立后，任海军副司令员、海军第二政治委员，后被免去军职。1993年，王宏坤因病逝世。
曾任第一至第三届国防委员会委员，中共第九、第十届中央委员。

## 生平

### 早年
1909年1月22日生于湖北省麻城县（今麻城市）乘马岗区石槽冲村一个贫苦农民家庭。
1926年，王宏坤参加中国共产党领导的、农民自卫军和义勇军举行的黄麻起义，之后进入中国工农红军第11军，担任红一军军部教导队排长、第1师1团1营1连连长等职位。随后，他升任第1师1团1营营长，并率领其部队进入安徽西部活动，并于1931年同红十五军合编为红四军，他出任第10师30团团长。之后又升任第10师师长，领导指挥了苏家埠战役。
1932年10月，红四方面军转移至四川、陕西，王宏坤也率部随之转移。在次年的川陕苏区反三路围攻后，他开始出任红四方面军第4军军长，在这一时期他指挥的战斗有：营渠战役、宣达战役和川陕苏区反六路围攻等。1935年，长征开始，王宏坤作为红四方面军副参谋长随主力部队进行战略转移。期间（10月）他还担任了川康省军事部指挥长，随后改任红四方面军直属纵队司令员。1936年，复任红四军军长、政委。红军三大主力会师后，奉张国焘命令，擅自撤走部队，使海打战役流产。

### 抗日战争与第二次国共内战期间
抗日战争期间，王宏坤任八路军129师军政委员会委员、第385旅旅长，率旅部和第770团留守陕甘宁边区。1938年12月，他受任命成为冀南军区副司令员，在该区域内发展军事力量，建立抗日根据地。之后他率军加入了百团大战中的正太、平汉铁路破击战。1944年5月，王所在军区与冀鲁豫军区合并，他开始出任冀鲁豫军区第一副司令员兼冀南指挥部司令员、政委，在其指挥下，平乡、冀县、临清等被日军攻占县城得以夺回。
抗日战争胜利后，王宏坤任晋冀鲁豫军区副司令员兼第六纵队司令员，参加了上党战役、邯郸战役。1947年9月，他改任晋冀鲁豫野战军第10纵队司令员并兼任桐柏军区司令员。1948年，王宏坤参与了邓县战役、宛西战役等军事行动，并指挥中原野战军第6纵队、中原军区部队发起襄樊战役，此役一举切断了华中、西北国军联系。1949年春，王改任湖北军区第一副司令员，中共湖北省委副书记、代理书记。

### 中华人民共和国成立后
1950年4月，王宏坤开始出任人民解放军海军副司令员，在组建中国海军的过程中发挥重要作用。1955年，被授予上將軍銜，获一级八一勋章、一级独立自由勋章、一级解放勋章。1966年3月任海军第二政治委员。
在文化大革命期间，王宏坤同张秀川共同发起萧劲光、苏振华的批判，试图获取海军领导权。1977年，在海军党委常委扩大会议后，王因其在文革中的表现被批判，并最终导致他被免去海军第二政治委员职务，并被处以留党察看、行政撤职、行政降级等处分，按正兵团职待遇离职休养。因此王宏坤于1988年获二级红星功勋荣誉章（1965年以前的少将以上将领大都获得一级）。1993年8月20日，王在北京病逝。

## 著作
《忆我的红军生涯》、《再忆征战生涯》。